# Revivka, Kremenciuk
Revivka (în ucraineană Ревівка) este un sat în comuna Bondari din raionul Kremenciuk, regiunea Poltava, Ucraina.

## Demografie
Componența lingvistică a localității Revivka
     Ucraineană (96,69%)
     Rusă (3,31%)
Conform recensământului din 2001, majoritatea populației localității Revivka era vorbitoare de ucraineană (96,69%), existând în minoritate și vorbitori de rusă (3,31%).